# Чучевичский сельсовет
Чучевичский сельсовет (белор. Чучавіцкі сельсавет) — административная единица на территории Лунинецкого района Брестской области Беларуси. Административный центр — агрогородок Большие Чучевичи.

## Состав
Чучевичский сельсовет включает 6 населённых пунктов:
- Большие Чучевичи — агрогородок
- Боровики — деревня
- Кормуж — деревня
- Луги — деревня
- Малые Чучевичи — деревня
- Передел — хутор